# Turó de Ferles
El Turó de Ferles és una muntanya de 470 metres que es troba al municipi de Caldes de Montbui, a la comarca del Vallès Oriental.